# Die Himmel rühmen

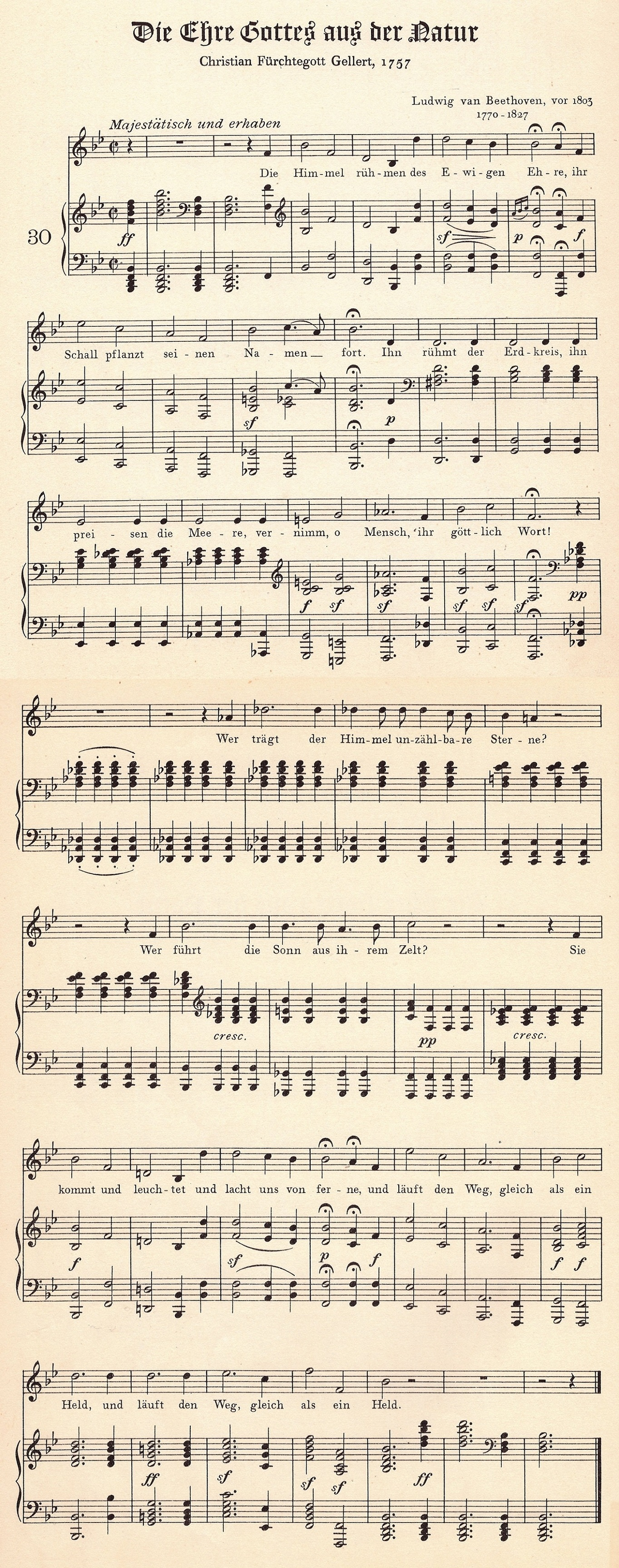
Beethovens Komposition

Die Himmel rühmen des Ewigen Ehre ist der Textbeginn einer Dichtung von Christian Fürchtegott Gellert. Der Titel lautet Die Ehre Gottes aus der Natur. Das Gedicht erschien erstmals 1757 in Gellerts Sammlung Geistliche Oden und Lieder.
Unter demselben Titel liegt der Text auch in einer Vertonung von Ludwig van Beethoven (Opus 48,4) für Singstimme und Klavier vor. Es handelt sich um die Nr. 4 des Liederzyklus Sechs Lieder von Gellert, den Beethoven 1803 komponierte.

## Poetische Form
Gellert wählte für sein sechsstrophiges Gedicht eine kunstvolle Strophenform, die er, mit nur einer Abweichung, streng durchhält. Alle Zeilen sind vierhebig (jambischer Vierheber) mit abwechselnd weiblichem und männlichem Reim. In der ersten und dritten Zeile jeder Strophe folgen jedoch auf die zweite und dritte Hebung zwei Senkungen statt einer (elf statt neun Silben):
◡—◡—◡◡—◡◡—◡

◡—◡—◡—◡—

◡—◡—◡◡—◡◡—◡

◡—◡—◡—◡—

## Inhalt und Wortlaut
Gellerts Text nimmt in den ersten zwei Strophen Ps 19,2–6  auf, um dann in der Weise der Natürlichen Theologie von der Größe und den Wundern der Schöpfung auf die Größe und Anbetungswürdigkeit des Schöpfers zu schließen:
Die Himmel rühmen des Ewigen Ehre,

Ihr Schall pflanzt seinen Namen fort.

Ihn rühmt der Erdkreis, ihn preisen die Meere;

Vernimm, o Mensch, ihr göttlich Wort! 

Wer trägt der Himmel unzählbare Sterne?

Wer führt die Sonn aus ihrem Zelt?

Sie kömmt und leuchtet und lacht uns von ferne,

Und läuft den Weg, gleich als ein Held.

Vernimms, und siehe die Wunder der Werke,

Die die Natur dir aufgestellt!

Verkündigt Weisheit und Ordnung und Stärke

Dir nicht den Herrn, den Herrn der Welt?

 

Kannst du der Wesen unzählbare Heere,

Den kleinsten Staub fühllos beschaun?

Durch wen ist alles? O gieb ihm die Ehre!

Mir, ruft der Herr, sollst du vertraun.

Mein ist die Kraft, mein [sind] Himmel und Erde;

An meinen Werken kennst du mich.

Ich bins, und werde seyn, der ich seyn werde,

Dein Gott und Vater ewiglich.

Ich bin dein Schöpfer, bin Weisheit und Güte,

Ein Gott der Ordnung, und dein Heil; 

Ich bins! Mich liebe von ganzem Gemüthe,

Und nimm an meiner Gnade Theil.

## Musikalische Form, Rezeption und Bearbeitungen
Beethoven vertonte nur die ersten beiden Strophen von Gellerts Gedicht in einem nicht-strophischen Gesamtablauf. Wirkungsvoll verwendet er dabei dynamische Kontraste, große Intervalle, Unisono-Passagen und harmonische Wechsel (z. B. Pianissimo und Terzverwandtschaft beim Einsatz der zweiten Textstrophe). 
Seine Komposition erlangte im 19. Jahrhundert große Popularität und wurde vielfach für Chöre bearbeitet. Dabei begegnete man der „Kürze“ des Werks durch angepasste Unterlegung weiterer Gellertstrophen, so 1875 bei der Enthüllung des Maximilian-Denkmals in München, oder durch Hinzudichtung neuer Strophen, so in der Bearbeitung von Joseph Dantonello (1891–1945) für vierstimmigen gemischten Chor, Orgel und Orchester mit zwei hinzugefügten Textstrophen von Sebastian Wieser (1879–1937).